# Beit Ghazaleh
Beit Ghazaleh (La Casa Gazaleh; en árabe: غزالة‎ es uno de los palacios más grandes y mejor conservados de la época otomana en Alepo.  La familia Ghazaleh lo poseyó durante aproximadamente dos siglos.  Desde 1914, se usó como escuela pública y se restauró recientemente para albergar el Museo de la Memoria de la ciudad de Alepo.  Beit Ghazaleh se encuentra en el distrito de Al-Jdayde de Aleppo.

## Historia: los orígenes de la casa Ġazaleh en Aleppo

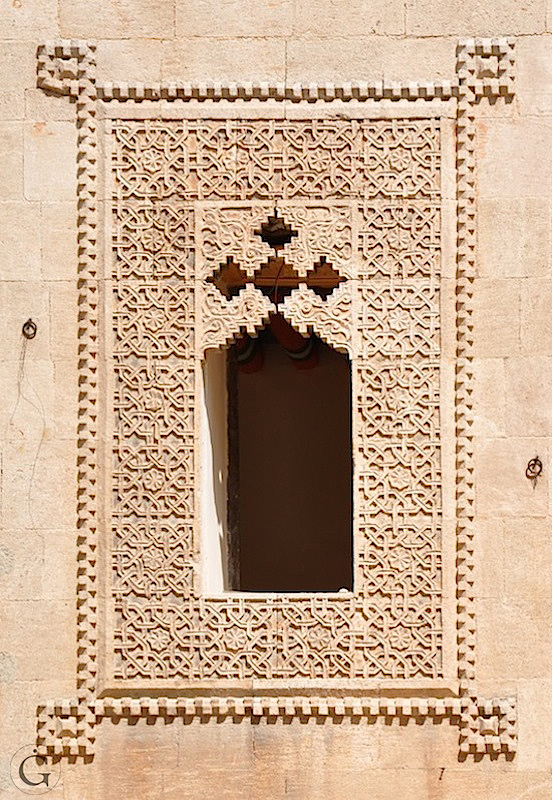
Ejemplo de las ventanas ornamentadas de Beit Ghazaleh

La casa está ubicada en el extremo occidental de un gran suburbio habitado por una población multirreligiosa y multiétnica. Este barrio al norte de la antigua ciudad de Alepo se desarrolló desde finales del período mameluco. Esta zona se convirtió en el barrio cristiano de Jdeideh, que se agrupó orgánicamente alrededor de sus iglesias.  Aquí vivían los notables de las comunidades cristianas de Alepo, en particular los armenios que se especializaban en el comercio con la India y Persia.
La Casa Ġazaleh se construyó frente a dos grandes waqfs musulmanes, creados en 1583-90 y 1653, y juntos forman el corazón monumental de un animado vecindario cristiano-musulmán.  Único por su tamaño y decoración, Beit Ghazaleh encarna la riqueza y el poder de la comunidad cristiana en el siglo XVII en Alepo.  Los paneles decorativos de Beit Ghazaleh no incluyen representaciones de figuras humanas; hechos por artesanos locales, los paneles muestran muchas inscripciones pintadas que presentan una mezcla de dichos populares, poesía mística y salmos bíblicos. Esta diversidad de fuentes subraya la rica cultura árabe y el eclecticismo típico de las élites urbanas de Alepo. 

## Un palacio construido alrededor de muchos patios.

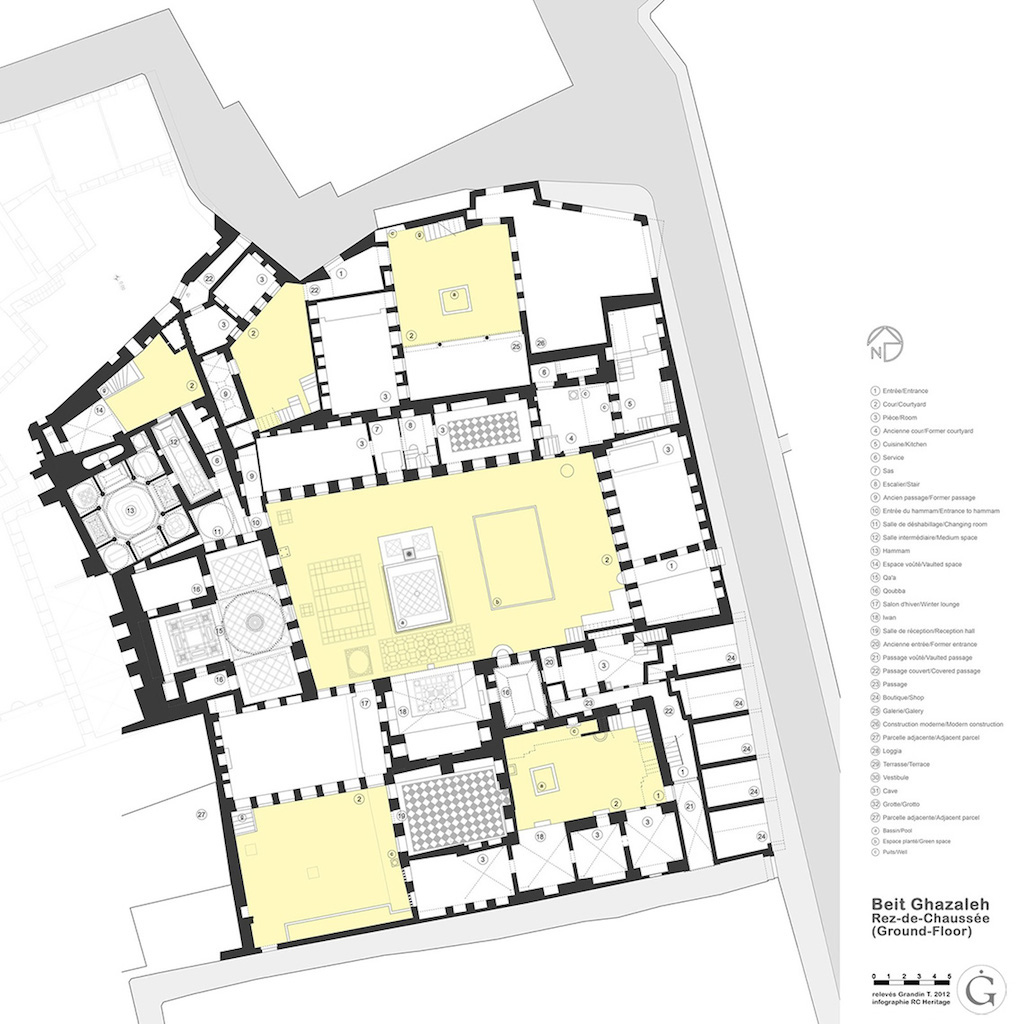
Los seis patios de Beit Ghazaleh (RC Heritage)

A lo largo de los siglos, la huella de la mansión se amplió o se contrajo según las necesidades y fortunas cambiantes. Sin embargo, siempre mantuvo un patio central principal  de 250m 2.  En su cúspide, la casa cubría un área de aproximadamente 1,600 m 2 , con 570 m 2 ocupados por seis patios.  El tamaño real del complejo es prácticamente invisible desde el exterior. 
La entrada actual se abrió en el siglo XIX en la calle principal en el lado este de la casa.  Esta entrada conduce al patio principal, el centro focal y la vía principal al resto de la casa.  Baldosas de mármol policromado, formando una "alfombra" frente al iwan, preceden a la gran fuente en el patio, con sus juegos de agua, estanques de piedra y cascadas. Se dice que las finas decoraciones de las paredes en el patio fueron talladas por el escultor armenio Khachadur Bali, un miembro de la familia de arquitectos de la corte otomana.

## Eliwan

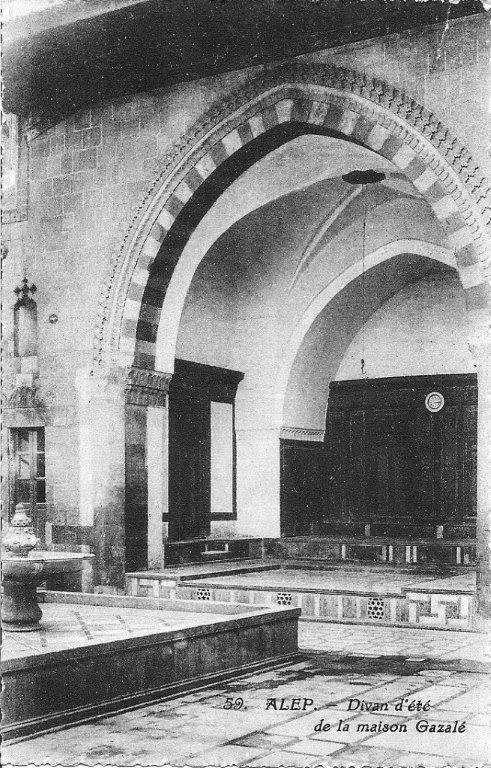
Iwan de la mansión Gazalé en Aleppo (Tarjeta postal 1918-1922)

Un eje norte-sur atraviesa toda la casa, subrayando la importancia del iwan desde donde se origina.  Esta línea divide el pavimento y el jardín del patio en una geometría precisa.  El resto del espacio se organiza de acuerdo con las necesidades del hogar y la forma de la parcela sin preocuparse por la simetría. 
Alrededor del patio principal, ventanas y puertas marcan las fachadas.  Por encima de estas aberturas, la relativa complejidad de la decoración de bajo relieve que las rodea establece la jerarquía de las habitaciones con el iwan en su cumbre.  La decoración en piedra de la fachada iwan y de sus anexos probablemente data de mediados del siglo XVII.  Los paneles de madera pintados de la qubba  y los paneles supervivientes del iwan probablemente están fechados en el mismo período.  El iwan , primeramente destinado a proporcionar confort del calor del verano, es así el "centro" de la casa y desempeña un papel simbólico esencial que representa el poder del maestro de Beit Ghazaleh. 

## Las habitaciones alrededor del patio central.

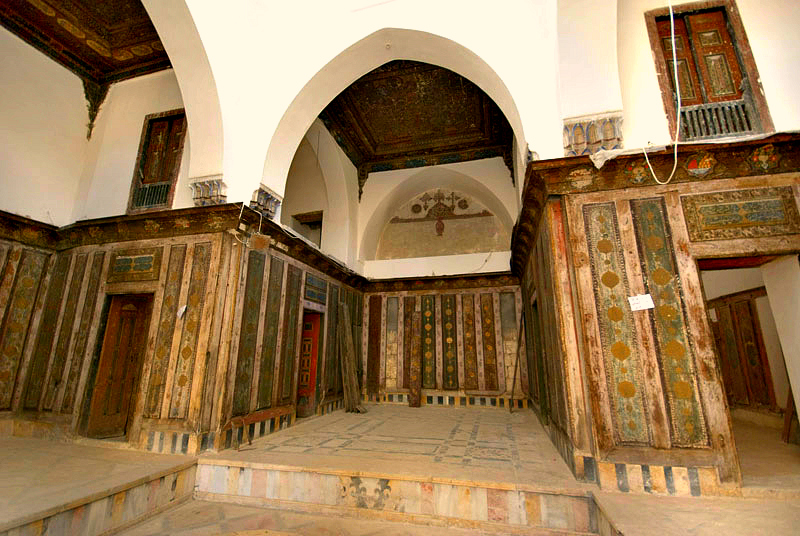
Uno de los interiores de la casa Ghazaleh.

Las cinco habitaciones rectangulares a las que se puede acceder desde el patio estaban decoradas con madera que ahora casi ha desaparecido por completo.  La sexta habitación al oeste es una gran qa'a en forma de T , indicativa de riqueza y poder. 

## La fachada norte

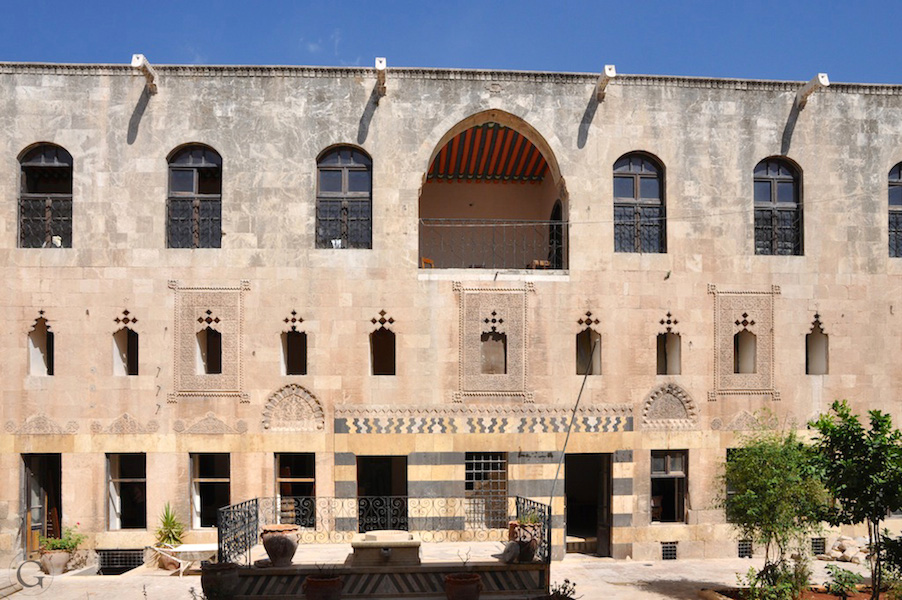
Fachada norte de la casa de Ġazaleh

Frente aL iwan, la fachada norte data de finales del siglo XVII.  Es notable por su lujosa decoración, única en Alepo.  En el centro, el ablaq  destaca la estricta simetría de la fachada, mientras que los espacios interiores no siguen la misma organización.  Según una inscripción, la gran sala en el ala este data de 1691.  Su rica decoración interior, parcialmente reformada en el siglo XIX, incluye cuatro conjuntos distintos de inscripciones: 
- Salmo 91[14] de la Biblia en la cornisa del techo;
- Refranes populares en la cornisa del revestimiento de madera;
- Los quince paneles por encima de las aberturas reproducen un poema de Abu al-Fath al-Busti[15] que aborda los temas de la condena de lo excesivo e innecesario, reflexiones sobre las relaciones humanas, la necesidad de la ayuda de Dios, y la necesidad de tener el control de nuestro cuerpo y mejorar el corazón y la mente;
- Las inscripciones sobre los nichos en el lado norte reproducen los versos de al-Mutanabbi sobre el honor, la sabiduría y la ignorancia.

## Los suelos

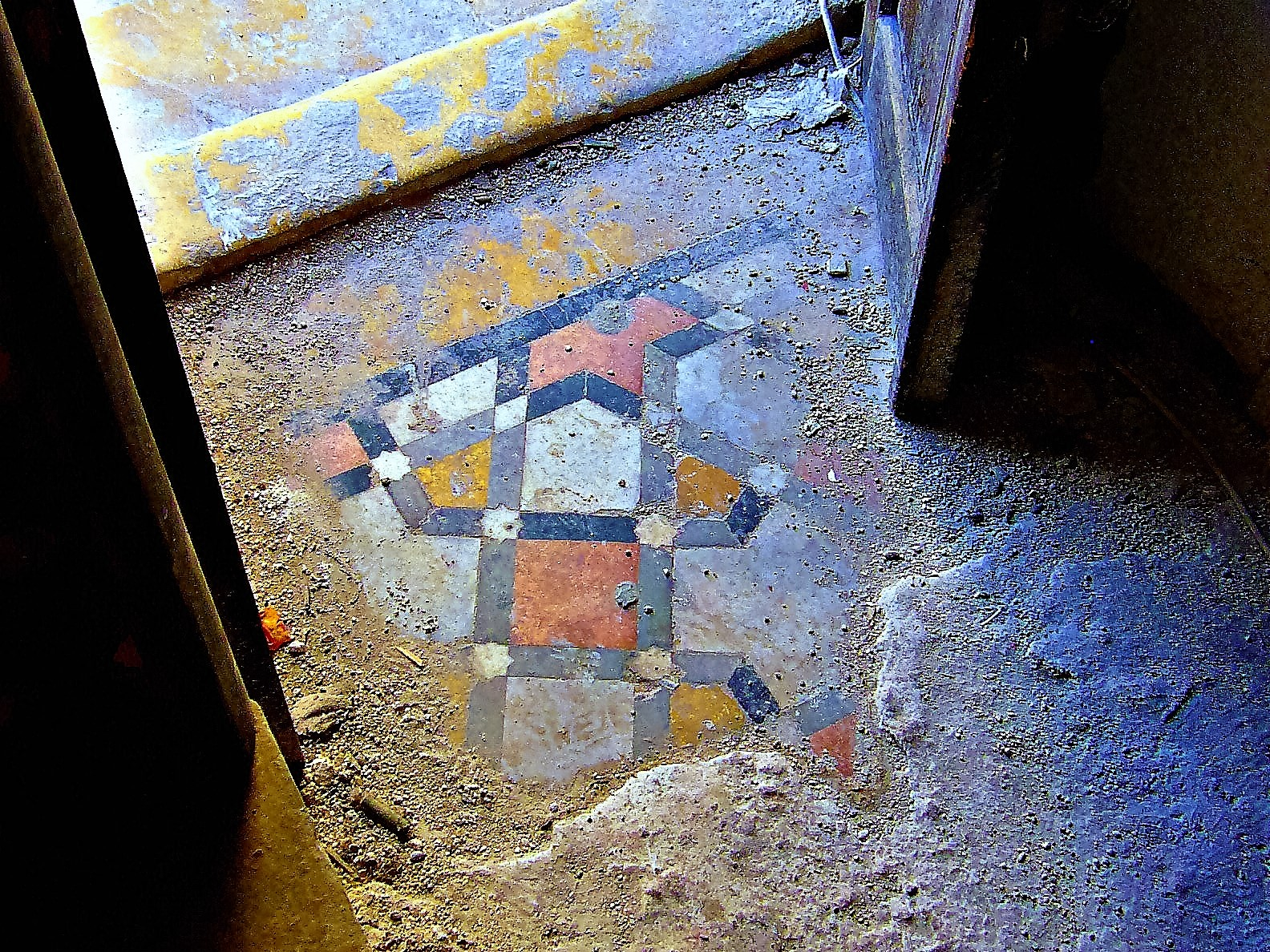
Pisos antes de la renovación

El piso del iwan, y de algunas otras habitaciones, ha conservado su antigua organización de dos niveles.  Los espacios de los corredores y los ataba-s, están aproximadamente al mismo nivel que el patio.  El resto de las habitaciones, cubiertas con tapetes y alfombras, está a unos 50 centímetros más arriba. La línea de visión y la altura de los cojines determinan la altura de los alféizares y ventanas y, por tanto, la organización interna y externa de las fachadas. 

## El hammam

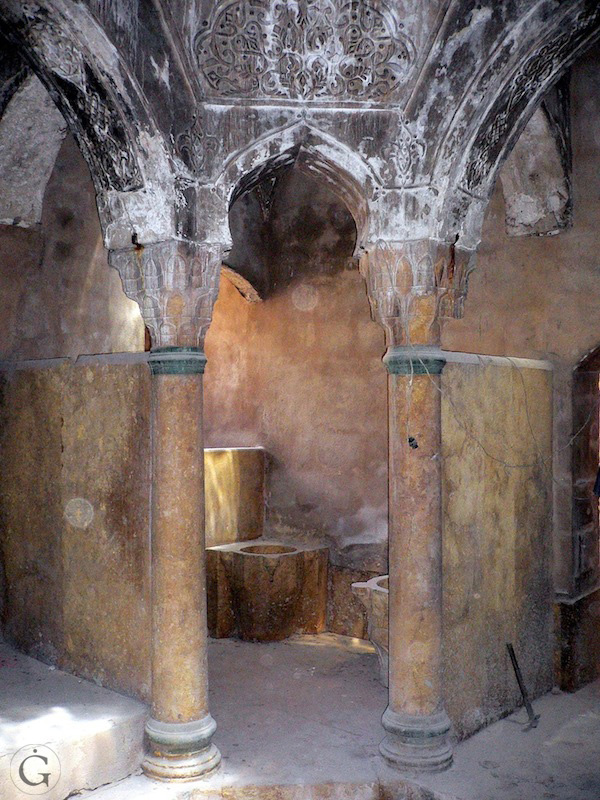
Interior del hammam de la casa Ghazaleh

El baño de vapor de hammam en la esquina noroeste es comparable a un baño público, pero presenta un plano simplificado porque el vasto ' qâ'a ' sirve como vestidor y espacio de descanso antes y después del baño. 
Las cocinas y otros cuartos de servicio, establos, graneros y almacenes para provisiones probablemente se ubicaron al noreste y al sur de la casa, a los que se puede acceder desde los callejones que rodean la parcela. 

## El ala oeste

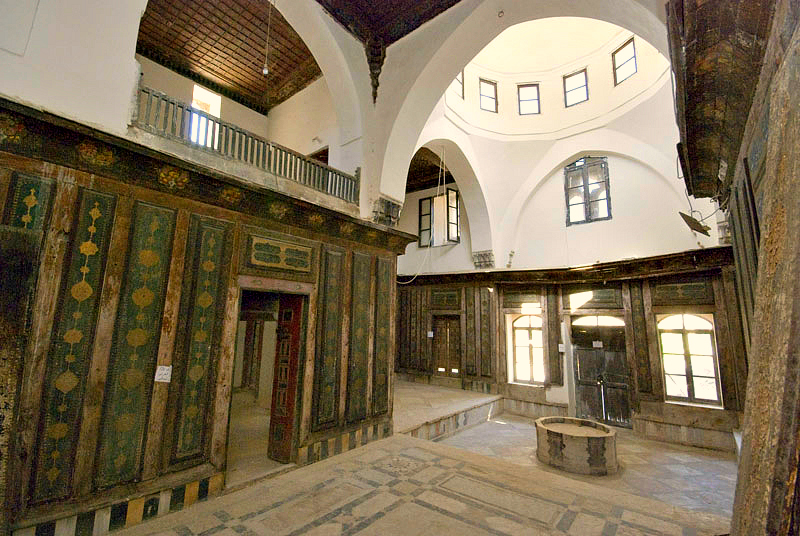
Las grandes habitaciones de Beit Ghazaleh

La esquina suroeste del patio y el ala oeste se reconstruyeron completamente en 1737.  Incluye tres elementos clave: una habitación rectangular muy grande con una chimenea, una 'qâ'a' grande y un hammam.  La 'qâ'a' en forma de T incluye tres iwan-s con techos de madera que enmarcan una ataba con un pequeño estanque octogonal en el centro, cubierto con una cúpula.  La cuarta fachada de la ataba se abre hacia el patio central.  Su decoración interior incluye baldosas de piedra con motivos geométricos y paneles de madera pintados con tazas y ramos de frutas en jarrones.
El 'qâ'a' tiene dos conjuntos de inscripciones.  La caligrafía del poema sobre los travesaños (alabando al Maestro de la Casa) comienza con un discurso sobre el vino.  Termina con una dedicatoria y el nombre de Jirjis junto con una fecha de 1737.  Las inscripciones en los techos elogian a la Virgen e incluyen un poema de amor típico de los textos místicos sufíes. 

## Los añadidos delsigloXIX.

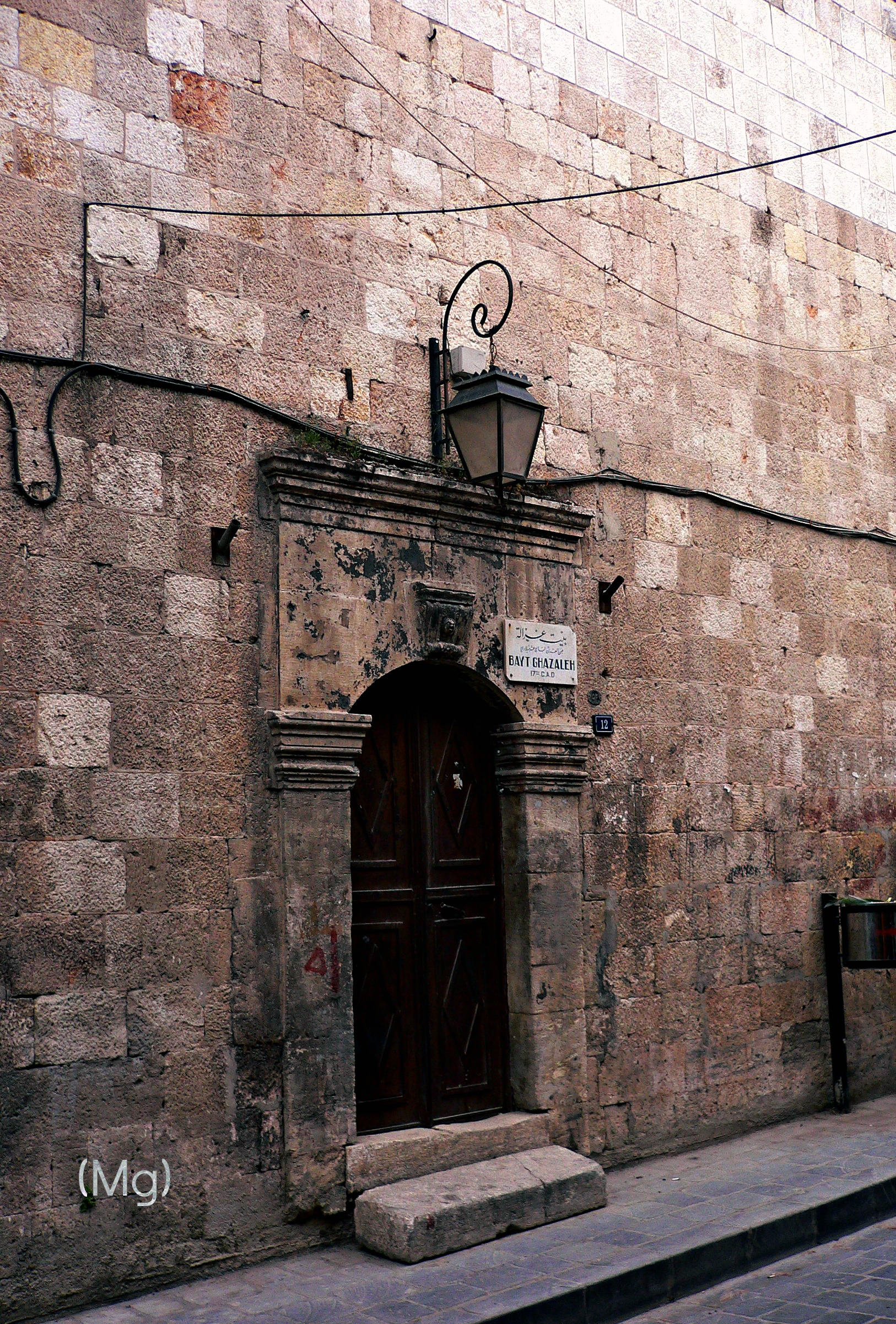
La entrada principal a la mansión Ghazaleh

Durante el siglo XIX se hicieron cambios significativos en Beit Ghazaleh.  Cabe destacar que en la parte superior del ala norte se agregaron habitaciones  (con una inscripción de 1880).  Se construyó una nueva entrada del sur al callejón sin salida Chtammâ  con fecha 1304/1887.  Estas reurbanizaciones importantes se inspiraron en la aparición de apartamentos consulares en los caravansares urbanos de Alepo y en la arquitectura de las embajadas de la capital, Estambul. 

## Pérdida y destrucción

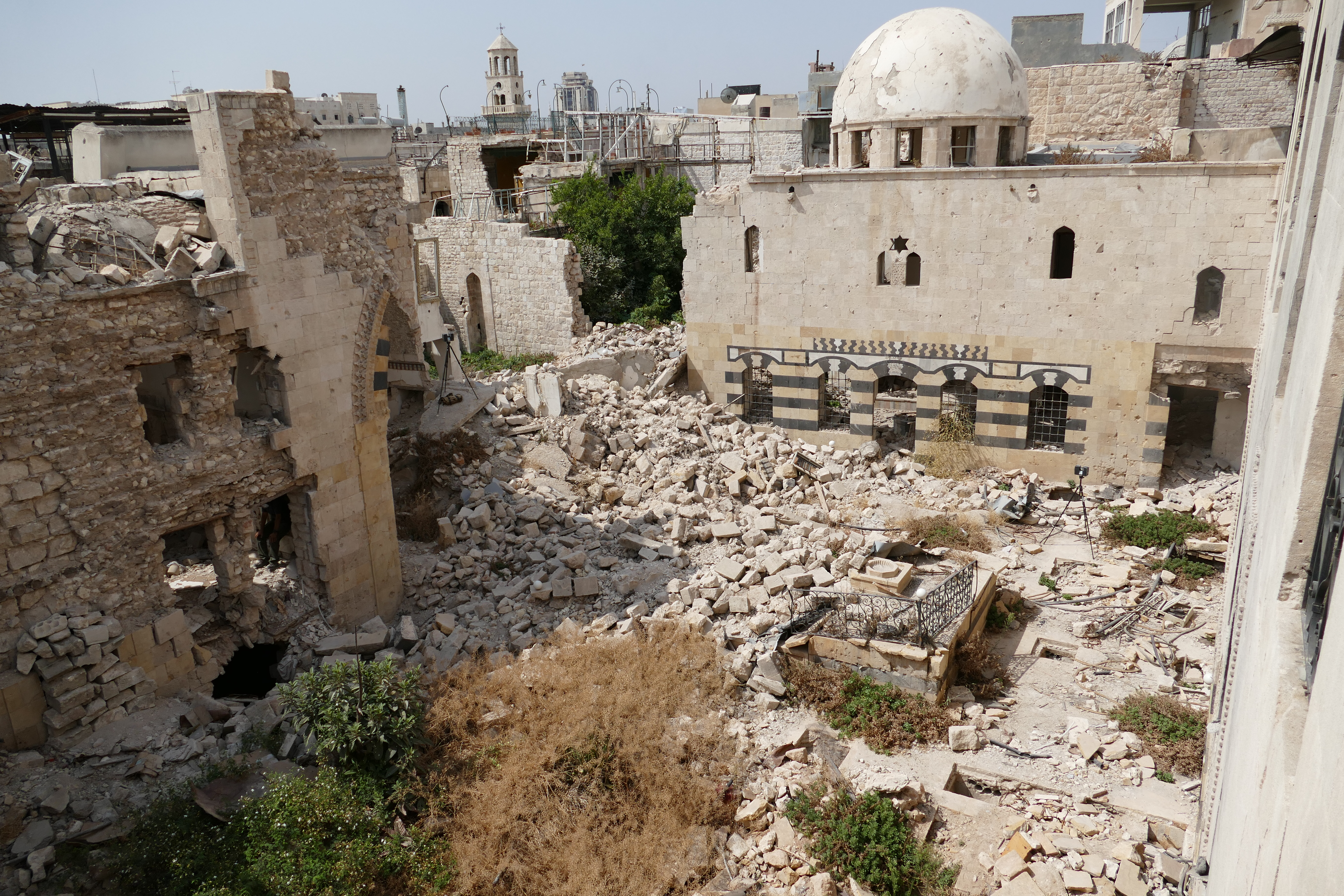
fotografía de noviembre de 2017 de Beit Ghazaleh

Durante el siglo XIX, los cambios en el estilo de vida doméstico y la introducción de muebles occidentales llevaron finalmente a familias aristocráticas a abandonar casas como Beit Ghazaleh.  La transformación de la Casa Ghazaleh en una escuela fue un factor tanto para su destrucción como para su conservación.  Si bien permitió la preservación de la estructura física del edificio, también favoreció la "desaparición" de la mayor parte de su decoración.
Solo algunos de los excepcionales paneles decorativos de madera de la casa todavía estaban en su lugar antes de la guerra civil siria.  En el momento de su restauración, una serie de piezas ya se habían perdido, desmembrado y vendido a particulares o museos.
Desde entonces, la casa Ghazaleh, especialmente su iwan, ha sufrido daños catastróficos a causa de los enfrentamientos relacionados con la guerra civil.  La propiedad ha sido afectada por varias explosiones y todos los paneles decorativos de madera restantes han sido eliminados.

## Estudios recientes y trabajos de restauración.

Extracto de video del estudio por escáner láser 3D de alta precisión de Beit Ghazaleh de noviembre de 2017 (UNESCO, DGAM y AGP)

Desde 2007 hasta 2011, la Dirección General Siria de Antigüedades y Museos (DGAM) llevó a cabo una importante campaña de restauración para transformar Beit Ghazaleh en un museo dedicado a la memoria de la ciudad de Alepo.  Los trabajos de restauración se referían en particular a la renovación de parte de los paneles decorativos por artesanos de Damasco . 
En paralelo, los descendientes de la familia Ghazaleh hicieron un estudio científico de la Casa .  Este estudio, que comenzó en 2010, incluye una investigación histórica sobre el vecindario y la casa, un análisis estilístico de sus elementos decorativos y un estudio arquitectónico detallado.  El objetivo del estudio es establecer una cronología precisa de la evolución de Beit Ghazaleh desde su inicio.
En noviembre de 2017, la DGAM y la UNESCO completaron un estudio de alta precisión de Beit Ghazaleh para facilitar la protección y la consolidación de emergencia de su estructura.  Se han emitido otros informes sobre daños a la propiedad y el saqueo de sus paneles decorativos.
En enero de 2021 se presentó una solicitud para agregar Beit Ghazaleh a la lista de World Monuments Watch. Más tarde ese año se iniciaron obras de emergencia para proteger la estructura.
La estructura de Beit Ghazaleh resultó aún más dañada por el terremoto de la región en 2023.

## Galería

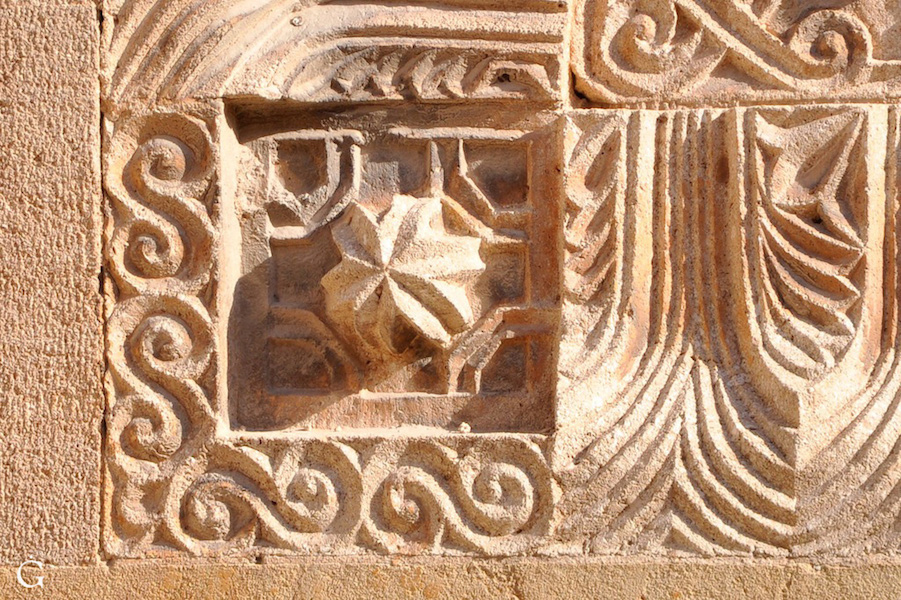
Cantería en la fachada norte de la casa de Ġazaleh.
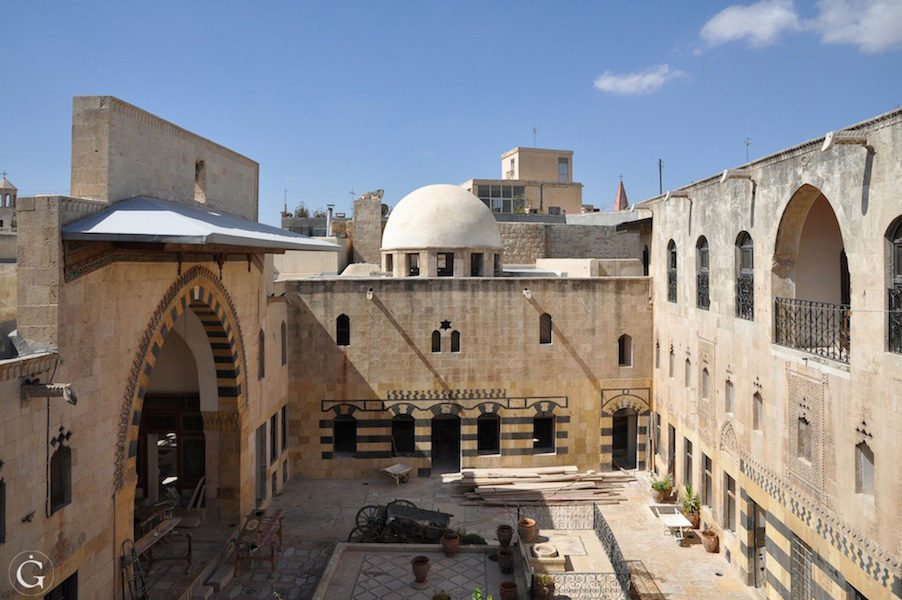
El patio central de Beit Ghazaleh (2010).
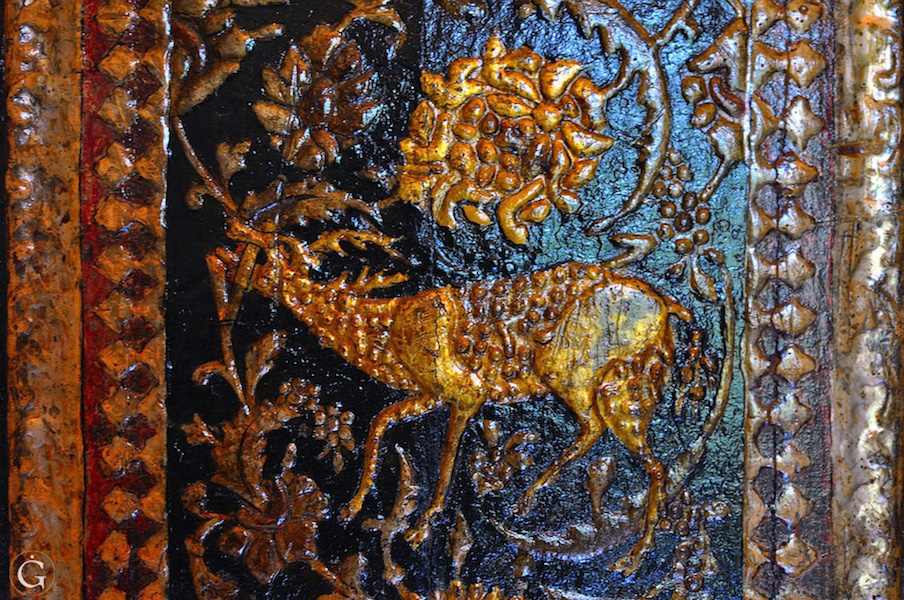
Las 'Gacelas' de la Casa Ġazaleh, paneles vistos en la Colección Pharaon (Museo Mouwad) de Beirut en 2011.
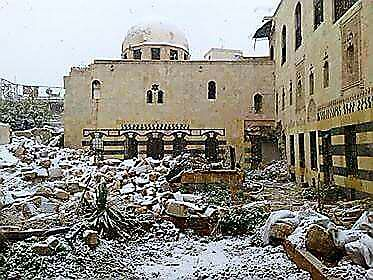
El patio de Beit Ghazaleh (diciembre de 2016).
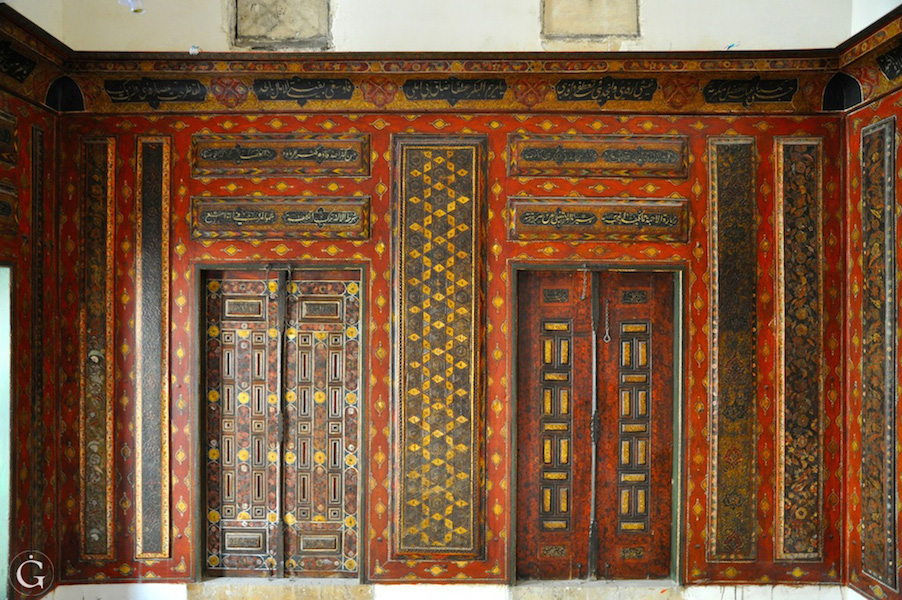
Los paneles de madera de la qoubba de la casa de Ġazaleh (ahora desaparecidos).
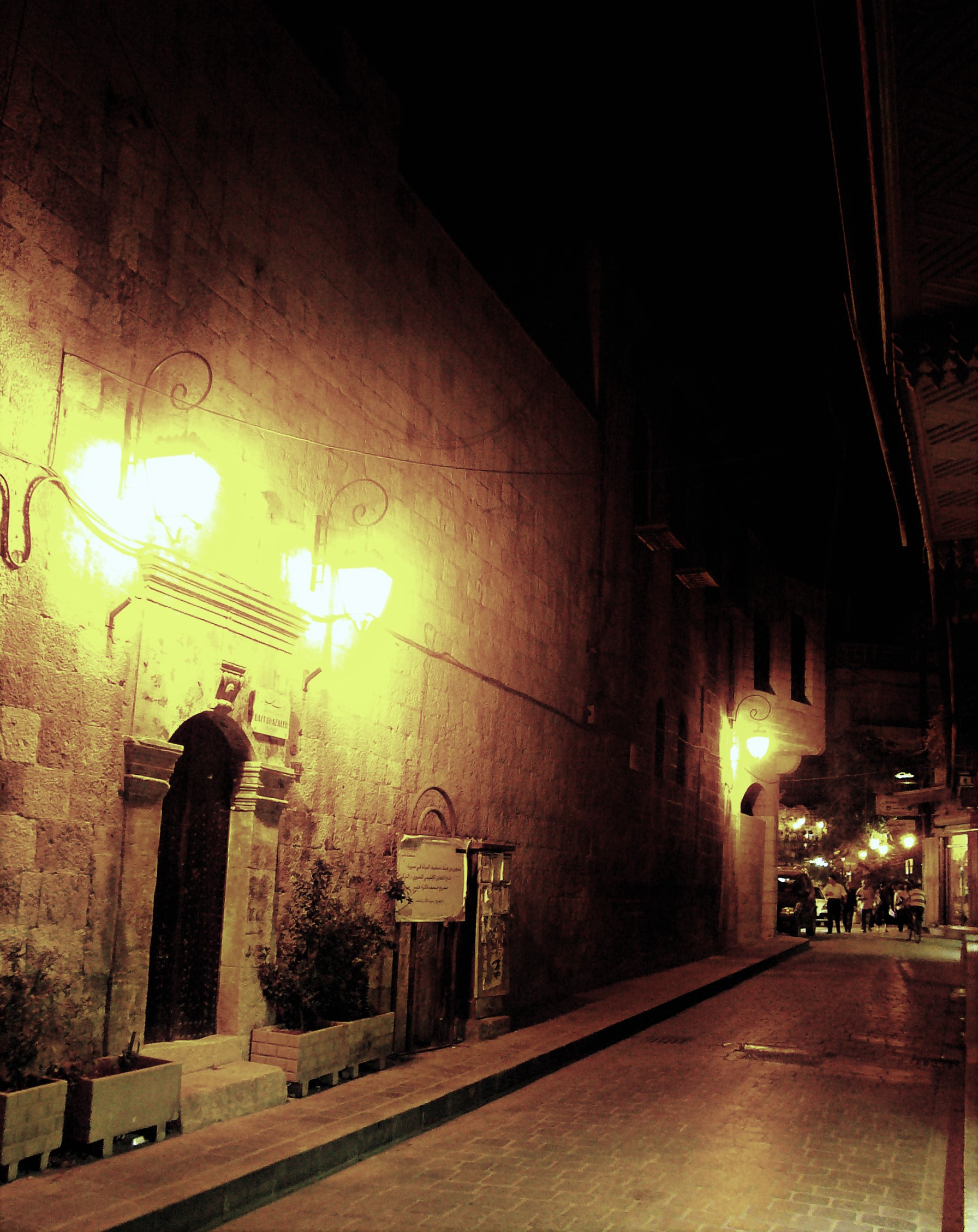
La entrada de Beit Ghazaleh en el distrito de Al-Jdayde de Alepo (2010).